# Bundesliga de 2022–23
A Bundesliga de 2022–23 foi a 60ª temporada da Bundesliga, a principal competição Futebol da Alemanha. Começou em 5 de agosto de 2022 e terminou em 27 de maio de 2023. O Bayern de Munique foi o campeão, conquistando o campeonato pela décima primeira vez consecutiva.
Como a Copa do Mundo FIFA de 2022 será realizada entre 21 de novembro e 18 de dezembro de 2022 devido às condições climáticas do país anfitrião, o Catar, a liga teve uma pausa prolongada durante a temporada. Como os jogadores da seleção nacional devem ser liberados por seus clubes em 14 de novembro de 2022, a última rodada da Bundesliga antes do intervalo está agendada de 11 a 13 de novembro (rodada 15). A liga foi retomada dez semanas depois, em 20 de janeiro de 2023.

## Regulamento
Os 18 clubes se enfrentam em jogos de ida e volta no sistema de pontos corridos. O clube que somar o maior número de pontos será declarado campeão. Além do campeão, o 2º, 3º e 4º colocados garantem vagas na Liga dos Campeões da UEFA. O 5º colocado ganha vaga na Liga Europa da UEFA, enquanto o 6º colocado garante vaga na fase preliminar da Liga Conferência Europa da UEFA.
Por outro lado, os últimos dois colocados são rebaixados à 2. Bundesliga. O 16º colocado, por sua vez, disputa um play-off contra o 3º colocado da 2. Bundesliga para saber quem jogará a elite na temporada seguinte.

### Critérios de desempate
- Maior saldo de gols;
- Maior número de gols pró;
- Confronto direto.[3]

## Participantes

### Promovidos e rebaixados
| Pos. | Rebaixados da Bundesliga de 2021–22 |
| ---- | ----------------------------------- |
| 17º  | Arminia Bielefeld                   |
| 18º  | Greuther Fürth                      |

| Pos. | Promovidos da 2. Bundesliga de 2021–22 |
| ---- | -------------------------------------- |
| 1º   | Schalke 04                             |
| 2º   | Werder Bremen                          |

### Informações das equipes
| Equipe                   | Cidade                | Treinador            | Capitão             | Estádio (mando)         | Capacidade |
| ------------------------ | --------------------- | -------------------- | ------------------- | ----------------------- | ---------- |
| Augsburg                 | Augsburgo             | Enrico Maaßen        | Jeffrey Gouweleeuw  | WWK Arena               | 30.660     |
| Bayer Leverkusen         | Leverkusen            | Gerardo Seoane       | Lukáš Hrádecký      | BayArena                | 30.210     |
| Bayern de Munique        | Munique               | Julian Nagelsmann    | Manuel Neuer        | Allianz Arena           | 75.000     |
| Bochum                   | Bochum                | Thomas Reis          | Anthony Losilla     | Vonovia Ruhrstadion     | 27.599     |
| Borussia Dortmund        | Dortmund              | Edin Terzić          | Marco Reus          | Signal Iduna Park       | 81.365     |
| Borussia Mönchengladbach | Mönchengladbach       | Daniel Farke         | Lars Stindl         | Borussia-Park           | 54.057     |
| Köln                     | Colônia               | Steffen Baumgart     | Jonas Hector        | RheinEnergieStadion     | 49.698     |
| Eintracht Frankfurt      | Frankfurt am Main     | Oliver Glasner       | Sebastian Rode      | Deutsche Bank Park      | 51.500     |
| Freiburg                 | Friburgo em Brisgóvia | Christian Streich    | Christian Günter    | Europa-Park Stadion     | 34.700     |
| Hertha Berlim            | Berlim                | Sandro Schwarz       | Dedryck Boyata      | Olympiastadion          | 74.649     |
| Hoffenheim               | Sinsheim              | André Breitenreiter  | Benjamin Hübner     | PreZero Arena           | 30.150     |
| Mainz 05                 | Mainz                 | Bo Svensson          | Moussa Niakhaté     | MEWA Arena              | 34.000     |
| RB Leipzig               | Leipzig               | Marco Rose           | Péter Gulácsi       | Red Bull Arena          | 42.558     |
| Schalke 04               | Gelsenkirchen         | Thomas Reis          | Danny Latza         | Veltins-Arena           | 62.271     |
| Stuttgart                | Estugarda             | Pellegrino Matarazzo | Wataru Endo         | Mercedes-Benz Arena     | 60.449     |
| Union Berlin             | Berlim                | Urs Fischer          | Christopher Trimmel | An der Alten Försterei  | 22.012     |
| Werder Bremen            | Bremen                | Ole Werner           | Ömer Toprak         | Wohninvest Weserstadion | 42.100     |
| Wolfsburg                | Wolfsburg             | Niko Kovač           | Koen Casteels       | Volkswagen Arena        | 30.000     |

## Classificação
| Pos | Equipe                   | Pts | J  | V  | E  | D  | GP | GC | SG  | Classificação ou descenso                               |
| --- | ------------------------ | --- | -- | -- | -- | -- | -- | -- | --- | ------------------------------------------------------- |
| 1   | Bayern de Munique (C)    | 71  | 34 | 21 | 8  | 5  | 92 | 38 | +54 | Fase de Grupos da Liga dos Campeões da UEFA de 2023–24  |
| 2   | Borussia Dortmund        | 71  | 34 | 22 | 5  | 7  | 83 | 44 | +39 | Fase de Grupos da Liga dos Campeões da UEFA de 2023–24  |
| 3   | RB Leipzig               | 66  | 34 | 20 | 6  | 8  | 64 | 41 | +23 | Fase de Grupos da Liga dos Campeões da UEFA de 2023–24  |
| 4   | Union Berlin             | 62  | 34 | 18 | 8  | 8  | 51 | 38 | +13 | Fase de Grupos da Liga dos Campeões da UEFA de 2023–24  |
| 5   | Freiburg                 | 59  | 34 | 17 | 8  | 9  | 51 | 44 | +7  | Fase de Grupos da Liga Europa da UEFA de 2023–24        |
| 6   | Bayer Leverkusen         | 50  | 34 | 14 | 8  | 12 | 57 | 49 | +8  | Fase de Grupos da Liga Europa da UEFA de 2023–24        |
| 7   | Eintracht Frankfurt      | 50  | 34 | 13 | 11 | 10 | 58 | 52 | +6  | Play-offs da Liga Conferência Europa da UEFA de 2023–24 |
| 8   | Wolfsburg                | 49  | 34 | 13 | 10 | 11 | 57 | 48 | +9  |                                                         |
| 9   | Mainz 05                 | 46  | 34 | 12 | 10 | 12 | 54 | 55 | −1  |                                                         |
| 10  | Borussia Mönchengladbach | 43  | 34 | 11 | 10 | 13 | 52 | 55 | −3  |                                                         |
| 11  | Köln                     | 42  | 34 | 10 | 12 | 12 | 49 | 54 | −5  |                                                         |
| 12  | Hoffenheim               | 36  | 34 | 10 | 6  | 18 | 48 | 57 | −9  |                                                         |
| 13  | Werder Bremen            | 36  | 34 | 10 | 6  | 18 | 51 | 64 | −13 |                                                         |
| 14  | Bochum                   | 35  | 34 | 10 | 5  | 19 | 40 | 72 | −32 |                                                         |
| 15  | Augsburg                 | 34  | 34 | 9  | 7  | 18 | 42 | 63 | −21 |                                                         |
| 16  | Stuttgart                | 33  | 34 | 7  | 12 | 15 | 45 | 57 | −12 | Play-off do rebaixamento                                |
| 17  | Schalke 04               | 31  | 34 | 7  | 10 | 17 | 35 | 71 | −36 | Zona de rebaixamento à 2. Bundesliga de 2023–24         |
| 18  | Hertha Berlim            | 29  | 34 | 7  | 8  | 19 | 42 | 69 | −27 | Zona de rebaixamento à 2. Bundesliga de 2023–24         |

1. ↑  o RB Leipzig venceu a Copa da Alemanha de Futebol de 2022–23, a vaga da fase de grupos da Liga Europa da UEFA foi repassada para o Bayer Leverkusen.

## Resultados
| Mandante \ Visitante     | AUG | BSC | UNB | BOC | BRE | DOR | FRA | FRE | HOF | KÖL | LEI | LEV | MAI | MÖN | MUN | SCH | STU | WOL |
| ------------------------ | --- | --- | --- | --- | --- | --- | --- | --- | --- | --- | --- | --- | --- | --- | --- | --- | --- | --- |
| Augsburg                 | —   | 0–2 | 1–0 | 0–1 | 2–1 | 0–3 | 1–2 | 0–4 | 1–0 | 1–3 | 3–3 | 1–0 | 1–2 | 1–0 | 1–0 | 1–1 | 1–1 | 1–1 |
| Hertha Berlim            | 2–0 | —   | 0–2 | 1–1 | 2–4 | 0–1 | 1–1 | 2–2 | 1–1 | 2–0 | 0–1 | 2–2 | 1–1 | 4–1 | 2–3 | 2–1 | 2–1 | 0–5 |
| Union Berlin             | 2–2 | 3–1 | —   | 1–1 | 1–0 | 2–0 | 2–0 | 4–2 | 3–1 | 0–0 | 2–1 | 0–0 | 2–1 | 2–1 | 1–1 | 0–0 | 3–0 | 2–0 |
| Bochum                   | 3–2 | 3–1 | 2–1 | —   | 0–2 | 1–1 | 3–0 | 0–2 | 5–2 | 1–1 | 1–0 | 3–0 | 1–2 | 2–1 | 0–7 | 0–2 | 2–3 | 1–5 |
| Werder Bremen            | 0–1 | 1–0 | 1–2 | 3–0 | —   | 0–2 | 3–4 | 1–2 | 1–2 | 1–1 | 1–2 | 2–3 | 0–2 | 5–1 | 1–2 | 2–1 | 2–2 | 2–1 |
| Borussia Dortmund        | 4–3 | 4–1 | 2–1 | 3–0 | 2–3 | —   | 4–0 | 5–1 | 1–0 | 6–1 | 2–1 | 1–0 | 2–2 | 5–2 | 2–2 | 1–0 | 5–0 | 6–0 |
| Eintracht Frankfurt      | 1–1 | 3–0 | 2–0 | 1–1 | 2–0 | 1–2 | —   | 2–1 | 4–2 | 1–1 | 4–0 | 5–1 | 3–0 | 1–1 | 1–6 | 3–0 | 1–1 | 0–1 |
| Freiburg                 | 3–1 | 1–1 | 4–1 | 1–0 | 2–0 | 1–3 | 1–1 | —   | 2–1 | 2–0 | 0–1 | 1–1 | 2–1 | 0–0 | 0–1 | 4–0 | 2–1 | 2–0 |
| Hoffenheim               | 1–0 | 3–1 | 4–2 | 3–2 | 1–2 | 0–1 | 3–1 | 0–0 | —   | 1–3 | 1–3 | 1–3 | 4–1 | 1–4 | 0–2 | 2–0 | 2–2 | 1–2 |
| Köln                     | 3–2 | 5–2 | 0–1 | 0–2 | 7–1 | 3–2 | 3–0 | 0–1 | 1–1 | —   | 0–0 | 1–2 | 1–1 | 0–0 | 1–2 | 3–1 | 0–0 | 0–2 |
| RB Leipzig               | 3–2 | 3–2 | 1–2 | 4–0 | 2–1 | 3–0 | 2–1 | 3–1 | 1–0 | 2–2 | —   | 2–0 | 0–3 | 3–0 | 1–1 | 4–2 | 2–1 | 2–0 |
| Bayer Leverkusen         | 1–2 | 4–1 | 5–0 | 2–0 | 1–1 | 0–2 | 3–1 | 2–3 | 0–3 | 1–2 | 2–0 | —   | 2–3 | 2–2 | 2–1 | 4–0 | 2–0 | 2–2 |
| Mainz 05                 | 3–1 | 1–1 | 0–0 | 5–2 | 2–2 | 1–2 | 1–1 | 1–1 | 1–0 | 5–0 | 1–1 | 0–3 | —   | 4–0 | 3–1 | 2–3 | 1–4 | 0–3 |
| Borussia Mönchengladbach | 2–0 | 1–0 | 0–1 | 2–0 | 2–2 | 4–2 | 1–3 | 0–0 | 3–1 | 5–2 | 3–0 | 2–3 | 0–1 | —   | 3–2 | 0–0 | 3–1 | 2–0 |
| Bayern de Munique        | 5–3 | 2–0 | 3–0 | 3–0 | 6–1 | 4–2 | 1–1 | 5–0 | 1–1 | 1–1 | 1–3 | 4–0 | 6–2 | 1–1 | —   | 6–0 | 2–2 | 2–0 |
| Schalke 04               | 2–3 | 5–2 | 1–6 | 3–1 | 2–1 | 2–2 | 2–2 | 0–2 | 0–3 | 0–0 | 1–6 | 0–3 | 1–0 | 2–2 | 0–2 | —   | 2–1 | 0–0 |
| Stuttgart                | 2–1 | 2–1 | 0–1 | 4–1 | 0–2 | 3–3 | 1–3 | 0–1 | 1–1 | 3–0 | 1–1 | 1–1 | 1–1 | 2–1 | 1–2 | 1–1 | —   | 0–1 |
| Wolfsburg                | 2–2 | 1–2 | 1–1 | 4–0 | 2–2 | 2–0 | 2–2 | 6–0 | 2–1 | 2–4 | 0–3 | 0–0 | 3–0 | 2–2 | 2–4 | 0–0 | 3–2 | —   |

## Premiação
| Bundesliga de 2022–23                          |
| ---------------------------------------------- |
| Bayern de Munique Hendecacampeão (32.º título) |

## Play-off do rebaixamento

### Jogo de ida
{{footballbox
| data   = 1 de junho de 2023
| hora   = 20:15 (UTC+2)
| report = Relatório
| time1  = {{Futebol Stuttgart}
| placar = 3 – 0
| time2  = Hamburgo
| gols1  = Mavropanos  1'
 Vagnoman  51'
Guirassy  54'
| gols2  = 
| estadio= Mercedes-Benz Arena, Stuttgart
| público= 47500
| arbitro= ALE Tobias Welz
}}

### Jogo de volta
| 5 de junho de 2023 | Hamburgo  | 1 – 3     | Stuttgart                      | Volksparkstadion, Hamburgo                   |
| 20:15 (UTC+2)      | Kittel 6' | Relatório | Millot 48', 64' · Mvumpa 90+6' | Público: 57 000 Árbitro: ALE Bastian Dankert |

Stuttgart venceu por 6–1 no agregado. Ambos os times permanecem em suas respectivas ligas.

## Estatísticas
Atualizado em 27 de maio de 2023.
| Pos. | Jogador            | Equipe                   | Gols |
| ---- | ------------------ | ------------------------ | ---- |
| 1    | Christopher Nkunku | RB Leipzig               | 16   |
| 1    | Niclas Füllkrug    | Werder Bremen            | 16   |
| 3    | Randal Kolo Muani  | Eintracht Frankfurt      | 15   |
| 3    | Vincenzo Grifo     | Freiburg                 | 15   |
| 5    | Serge Gnabry       | Bayern de Munique        | 14   |
| 6    | Marcus Thuram      | Borussia Mönchengladbach | 13   |
| 7    | Andrej Kramarić    | Hoffenheim               | 12   |
| 7    | Jamal Musiala      | Bayern de Munique        | 12   |
| 7    | Jonas Hofmann      | Borussia Mönchengladbach | 12   |
| 7    | Marvin Ducksch     | Werder Bremen            | 12   |

| Pos. | Jogador            | Equipe                   | Assist. |
| ---- | ------------------ | ------------------------ | ------- |
| 1    | Raphaël Guerreiro  | Borussia Dortmund        | 12      |
| 2    | Randal Kolo Muani  | Eintracht Frankfurt      | 11      |
| 3    | Florian Kainz      | Köln                     | 10      |
| 3    | Jamal Musiala      | Bayern de Munique        | 10      |
| 5    | Alassane Pléa      | Borussia Mönchengladbach | 9       |
| 5    | Angeliño           | Hoffenheim               | 9       |
| 5    | Jonas Hofmann      | Borussia Mönchengladbach | 9       |
| 5    | Mitchell Weiser    | Werder Bremen            | 9       |
| 9    | Dominik Szoboszlai | RB Leipzig               | 8       |
| 9    | Julian Brandt      | Borussia Dortmund        | 8       |
| 9    | Moussa Diaby       | Bayer Leverkusen         | 8       |
| 9    | Patrick Wimmer     | Wolfsburg                | 8       |
| 9    | Thomas Müller      | Bayern de Munique        | 8       |

### Hat-tricks
| Jogador        | Para              | Contra        | Resultado | Data                   |
| -------------- | ----------------- | ------------- | --------- | ---------------------- |
| Serge Gnabry   | Bayern de Munique | Werder Bremen | 6–1 (M)   | 8 de novembro de 2022  |
| Vincenzo Grifo | Freiburg          | Union Berlin  | 4–1 (M)   | 13 de novembro de 2022 |
| Karim Onisiwo  | Mainz 05          | Bochum        | 5–2 (M)   | 28 de janeiro de 2023  |
| Marvin Ducksch | Werder Bremen     | Hertha Berlim | 4–2 (V)   | 22 de abril de 2023    |